# Chassignieu
Chassignieu là một xã thuộc tỉnh Isère, vùng Rhône-Alpes đông nam nước Pháp. Xã này nằm ở khu vực có độ cao từ 373-607 mét trên mực nước biển.
Sông Bourbre tạo thành ranh giới phía tây bắc thị trấn.